# Umber View Heights
Umber View Heights – wieś w Stanach Zjednoczonych, w stanie Missouri, w hrabstwie Cedar.